# Centrale thermique de Bełchatów
 (janvier 2023).
Si vous disposez d'ouvrages ou d'articles de référence ou si vous connaissez des sites web de qualité traitant du thème abordé ici, merci de compléter l'article en donnant les références utiles à sa vérifiabilité et en les liant à la section « Notes et références ».
La centrale thermique de Bełchatów est une centrale thermique située à proximité de Bełchatów dans la Voïvodie de Łódź en Pologne. C'est la centrale thermique la plus puissante d'Europe, par sa capacité de 5 420 MW. Elle est considérée en 2019 comme le plus gros pollueur d'Europe, produisant 38,3 mégatonnes de CO2.

## Description
Les deux cheminées de la centrale culminent à 300 m. Le charbon brûlé par la centrale est extrait dans une grande mine à ciel ouvert située à proximité.
C'est la plus grande centrale thermique d'Europe et la quatrième plus grande centrale à combustible fossile au monde.
Elle produit 27–28 TWh d'électricité par an, soit 20 % de la production totale d'électricité en Pologne. La centrale est détenue et exploitée par PGE GiEK Oddział Elektrownia Bełchatów, une filiale de Polska Grupa Energetyczna.
La centrale est mise en service en 1981. Elle est mise aux normes environnementales européennes en 2005. Douze turbines de la centrale sont réhabilitées par Alstom en 2012[réf. souhaitée].

## Émissions de dioxyde de carbone
En 2007, le Fonds mondial pour la nature classe la centrale électrique comme la 11e centrale électrique la plus inefficace d'Europe en raison de ses émissions de dioxyde de carbone atteignant 1,09 kg/kWh d'énergie produite, et la plus grande émettrice absolue, par ses 30,1 millions de tonnes de CO2 annuelles. 
En juillet 2009, la centrale est désignée comme « le plus grand pollueur de carbone » de l'Union européenne par la campagne climatique de Sandbag. 
En avril 2014, la Commission européenne classe Bełchatów comme la centrale électrique « la plus néfaste pour le climat dans l'Union européenne », avec des émissions de CO2 d'environ 37,2 millions de tonnes en 2013.
En 2016, elle reste « le plus grand émetteur de dioxyde de carbone », selon les données de la Commission européenne analysées par Sandbag, avec des émissions annuelles de CO2 de 34,9 millions de tonnes.
En 2018 des militants de Greenpeace escaladent les cheminées de la centrale pour dénoncer le réchauffement climatique et l'absence de plans du gouvernement polonais pour sortir du charbon, dans le contexte de la Conférence de Katowice de 2018 sur les changements climatiques.
En septembre 2019, une organisation écologiste dépose une plainte pour faire cesser l'activité de la centrale.

## Annexe